# 刘衍泉
刘衍泉（葡萄牙語：Lao Hin Chun，1940年－2014年4月9日），汉族，中华人民共和国政治人物、第十一届全国政协委员。
担任澳门中华总商会常务理事、澳门有利建筑材料行总经理。2008年，当选第十一届全国政协委员，代表特邀澳门人士，分入第五十四组。并担任人口资源环境委员会专委。